# Эскадрон Дымов
Воздушно-демонстрационный эскадрон (порт. Esquadrão de Demonstração Aérea), также известен как «Эскадрон Дымов» (порт. Esquadrilha da Fumaça) — пилотажная группа бразилийских ВВС. На данный момент в составе эскадрильи 7 спортивно-тренировочных самолётов Embraer EMB 312 Tucano. Базируется в районе города Пирасунунга.

## История
Первое авиашоу группа провела 14 мая 1952 года на пляже Копакабана на самолётах T-6 Texan. Этот самолёт они использовали до 1968 года, когда группу расформировали. Далее была череда обратного формирования и снова роспуска группы. Новейшую историю группа ведёт с 1983 года, когда в их распоряжение попали новые самолёты Embraer EMB 312 Tucano.

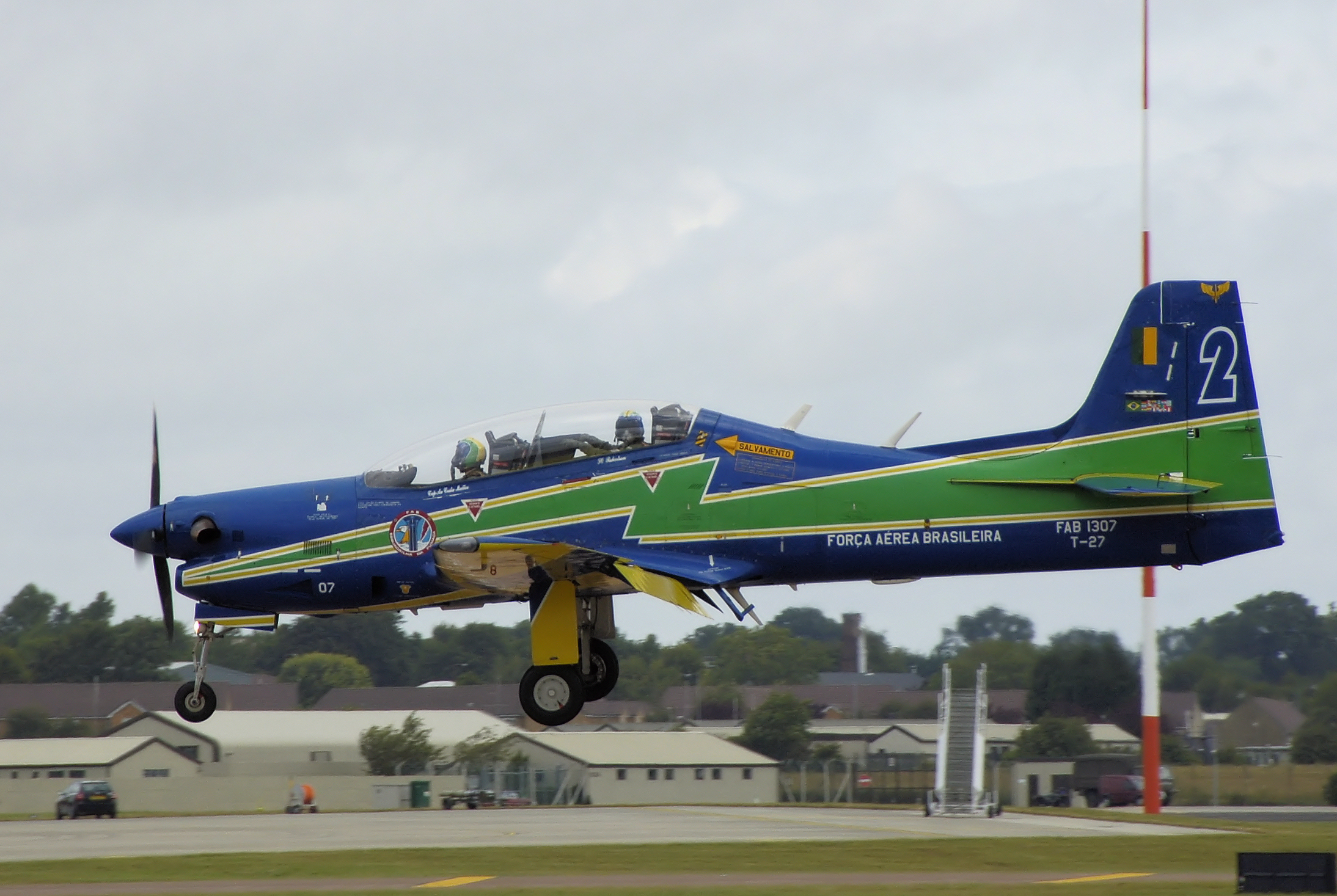
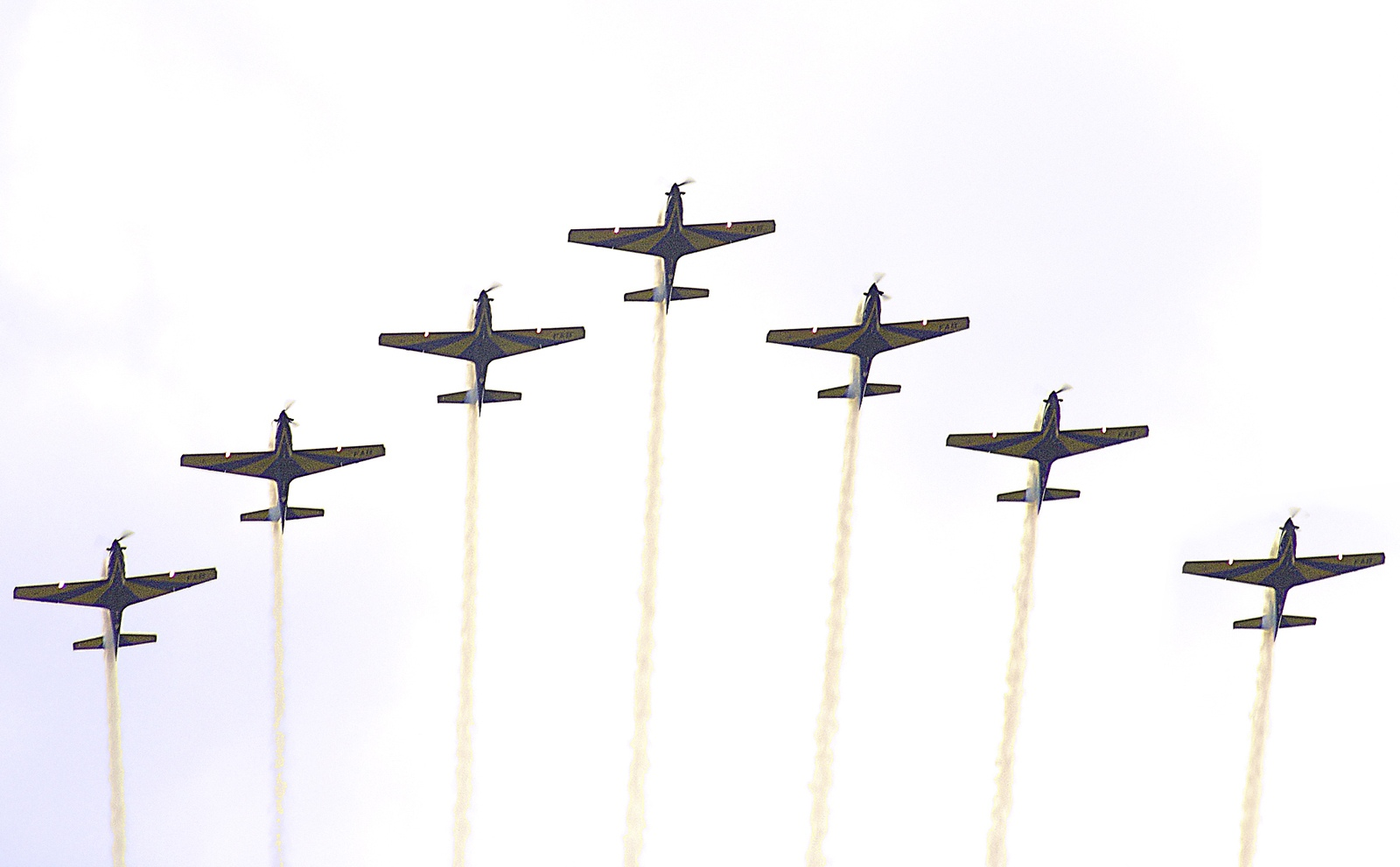